# Mario Bernardi

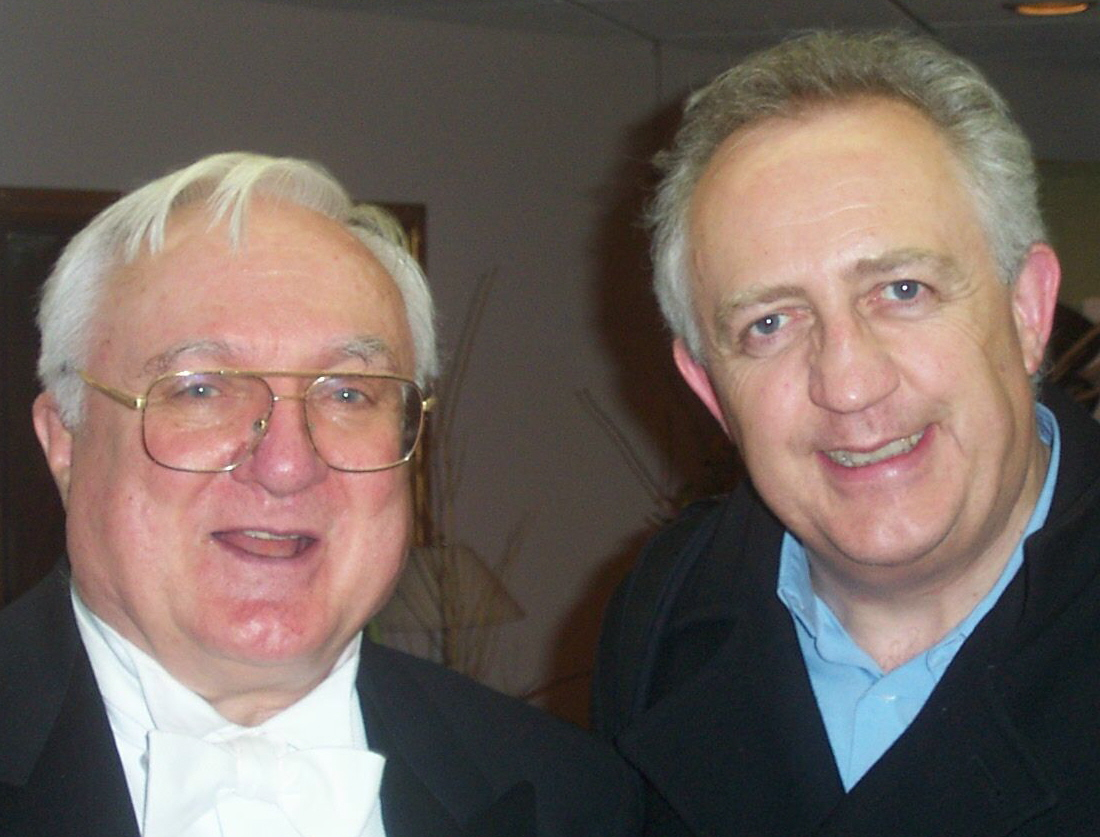
Mario Bernardi (a sinistra) e Bramwell Tovey (a destra) nel 2005

Mario Bernardi CC, FRSC (Kirkland Lake, 20 agosto 1930 – Toronto, 2 giugno 2013) è stato un direttore d'orchestra e pianista canadese; ha diretto 75 opere diverse e oltre 450 altri lavori con la National Arts Center Orchestra.

## Biografia
Bernardi è nato a Kirkland Lake, Ontario ed ha trascorso i suoi primi sei anni in Canada. Dopo che la sua famiglia si trasferì in Italia, Bernardi studiò pianoforte, organo e composizione con Bruno Pasut al Conservatorio Manzato di Treviso e ha sostenuto gli esami al Conservatorio di Venezia.
Dopo la laurea nel 1945, la sua famiglia tornò in Canada dove terminò gli studi al Royal Conservatory of Music di Toronto. In seguito fu pianista concertista.
Nel 1957 diresse la Canadian Opera Company e nel 1963 fu istruttore e assistente alla direzione della Sadler's Wells Opera Company (ora English National Opera).
Nel 1968 diventò il direttore fondatore della National Arts Center Orchestra di Ottawa e nel 1971 divenne anche il direttore musicale. Ha poi guidato la Calgary Philharmonic Orchestra dal 1984 al 1992. Dal 1983 al 2006 è stato il direttore principale della CBC Radio Orchestra. Si è poi ritirato dal lavoro a tempo pieno, sebbene abbia continuato a esibirsi con numerose orchestre come direttore ospite occasionale. Fu nominato direttore d'orchestra laureato della NACO nel 1997.
Ha realizzato diverse dozzine di registrazioni per la CBC Records, l'etichetta interna della CBC, tra gli altri.
Morì il 2 giugno 2013 a Toronto.

## Vita privata
Bernardi ha lavorato fino all'età di 80 anni, quando ha avuto un grave ictus e si è trasferito in una casa di cura. Ha continuato a suonare il piano fino a quando non ha perso sufficiente destrezza delle dita.
Bernardi era sposato, con una figlia e due nipoti.

## Onorificenze
- He has honorary degrees from the University of British Columbia, University of Calgary, University of Windsor, University of Ottawa, Carleton University, Lakehead University and Laurentian University.[1]
- 1972: He was made a Companion of the Order of Canada.[4]
- 1982: Received the Diplôme d'Honneur from the Canadian Conference of the Arts
- 1999: Bernardi received the National Arts Centre Award, a companion award of the Governor General's Performing Arts Awards.[5]
- 2001: He received the Governor General's Performing Arts Award for Lifetime Artistic Achievement.[6]
- 2006: He was made a Fellow of the Royal Society of Canada.[7]